# Georg von Ostia
Georg von Ostia (in einigen wissenschaftlichen Publikationen fälschlicherweise auch Gregor von Ostia genannt; † 798) war ein päpstlicher Legat und Bischof.

## Leben
Georg war Bischof von Ostia in den Jahren 753–798 und Amiens in den Jahren 777–798. Die Karriere Georgs in päpstlichen Diensten begann unter Papst Stephan II., den er im Jahr 754 nach Ponthion zum neuen fränkischen König Pippin begleitete. Anlass war wahrscheinlich die Salbung der jungen Prinzen Karl und Karlmann und Georg wurde als erster unter den Begleitern des Papstes genannt. Diese erste Reise ins Fränkische Reich scheint seine weitere Laufbahn nachträglich gefördert zu haben. 756 wurde er erneut zu Pippin geschickt, um die von Aistulf, dem König der Langobarden, verhängte Sperrung des Landwegs nach Italien zu durchbrechen. Im Jahr 757 war er päpstlicher Legat auf der Synode von Compiègne. Papst Paul I. entsandte Georg als Verbindungsmann ins Frankenreich, wo er mehrere Jahre verbrachte.
Erst unter Papst Stephan III. kehrte er nach Rom zurück, wo er im Jahr 769 an der Lateransynode teilnahm. Doch blieb er unter Karl dem Großen ein Gesandter auch der Franken. Im Frühjahr 773 sandte Karl der Große Georg zusammen mit Albuinus und Abt Wulfhard von Tours nach Rom. Sie sollten die von Papst Hadrian I. gegenüber den Langobarden erhobenen Vorwürfe prüfen, unter die Kontrolle des Papstes zu stellende Gebiete in Mittelitalien nicht räumen zu wollen. Ihrem Bericht folgte die Mobilisierung der Franken, die Schlacht von Pavia und die Übernahme des Königreichs der Langobarden durch Karl den Großen. Als Karl ihn 782 erneut zu Hadrian I. schickte, schrieb dieser in einem Brief, Georg sei sowohl Karls als auch sein Bischof. Er leitete, begleitet von dem Bischof Theophylakt von Todi und Abt Wigbod von Trier, im Jahr 786 eine Reihe von Synoden in England, um die zuvor verschlechterten Beziehungen zwischen dem Papst und dem englischen Adel wiederherzustellen. Sein Brief an Hadrian ist das einzige Zeugnis zu den nicht erhaltenen Synodalakten. Anlässlich der Weihe von Kirchen der Abtei Saint-Riquier im Jahr 798 wird Georg ein letztes Mal erwähnt, für das Jahr 799 ist mit Iesses ein neuer Bischof für Amiens überliefert.
Georg ist unter anderem für die frühesten bekannten Belege der Begriffe Anglorum Sax(o)nia und theodiscus in der Chronik seines Besuchs in England bekannt. Seine eigentliche Bedeutung lag laut Joanna Story jedoch in seiner Rolle, die er vier Jahrzehnte lang in den fränkisch-päpstlichen Beziehungen spielte und in deren Rahmen er mit den heikelsten diplomatischen Aufträgen betraut war, die vor allem das Verhältnis zwischen Langobarden und Franken sowie die Herrschaftsverhältnisse in Italien betrafen. Die zugrunde liegenden Konflikte mündeten im Ende des Langobardenreichs.